# Iljušin Il-14
Iljušin Il-14 (NATO oznaka: Crate) je sovjetsko dvomotorno propelersko regionalno potniško letalo. Prvič je poletel leta 1950 in je več kot 60 let pozneje nekaj letal še vedno v uporabi. Letalo so tudi licenčno proizvajali v Nemčiji, v Češkoslovaški kot Avia 14 in na Kitajskem kot Y-6. Njegova naslednika sta Antonov An-24 in Jakovljev Jak-40. 
Sovjetska zveza je hotela zamenjavo za Lisunova Li-2 (sovjetsko grajenega DC-3). Sprva so zgradili Il-12 in na njegovi podlagi kasneje še Il-14. Li-2 je imel pristajalno podvozje z repnim kolesom, Il-12 in Il-14 pa imata tricikel konfiguracijo.
Z Il-14 je operiral tudi jugoslovanski JAT. Enega Il-14S z povečanim dosegom na 1.600 km, ki je bil darilo Nikite Hruščova je uporabljala Jugoslavija v leti 1957-1973 kot VIP letalo, vendar so ga že leta 1959 nadomestili z Douglas DC-6B VIP.

## Specifikacije (Il-14)
Podatki iz The Encyclopedia of World Aircraft
Splošne karakteristike
- Posadka: 4
- Število sedežev: 24-32 potnikov
- Dolžina: 22,30 m (73 ft 2 in)
- Razpon kril: 31,70 m (104 ft 0 in)
- Višina: 7,90 m (25 ft 11 in)
- Površina kril: 99,7 m² (1073 ft²)
- Teža praznega letala: 12600 kg (27778 lb)
- Maks. vzletna teža: 18000 kg (39683 lb)
- Pogon letala: 2 ×  14-valjni zračnohlajeni bencinski zvezdasti motor Švecov AŠ-82T, 1417 kW (1900 KM)  vsak

 Zmogljivost 
- Maks. hitrost: 417 km/h (225  vozlov, 259 mph)
- Doseg: 1305 km (705 nmi, 811 milj) (polno naložen)
- Višina leta: 7400 m (24280 ft)
- Hitrost vzpenjanja: 5 m/s (900 fpm)